# Panthera leo leo
El león del Atlas o león de Berbería (Panthera leo leo) es una subespecie de león originaria del norte de África, actualmente extinta en libertad. Se desconoce el número exacto de leones del Atlas que se encuentran en cautividad, incógnita que aumenta cuando se tiene en cuenta que muchos de los ejemplares mantenidos en zoológicos y circos no son individuos puros, sino cruces con otras subespecies de leones desde hace varias generaciones.

## Descripción

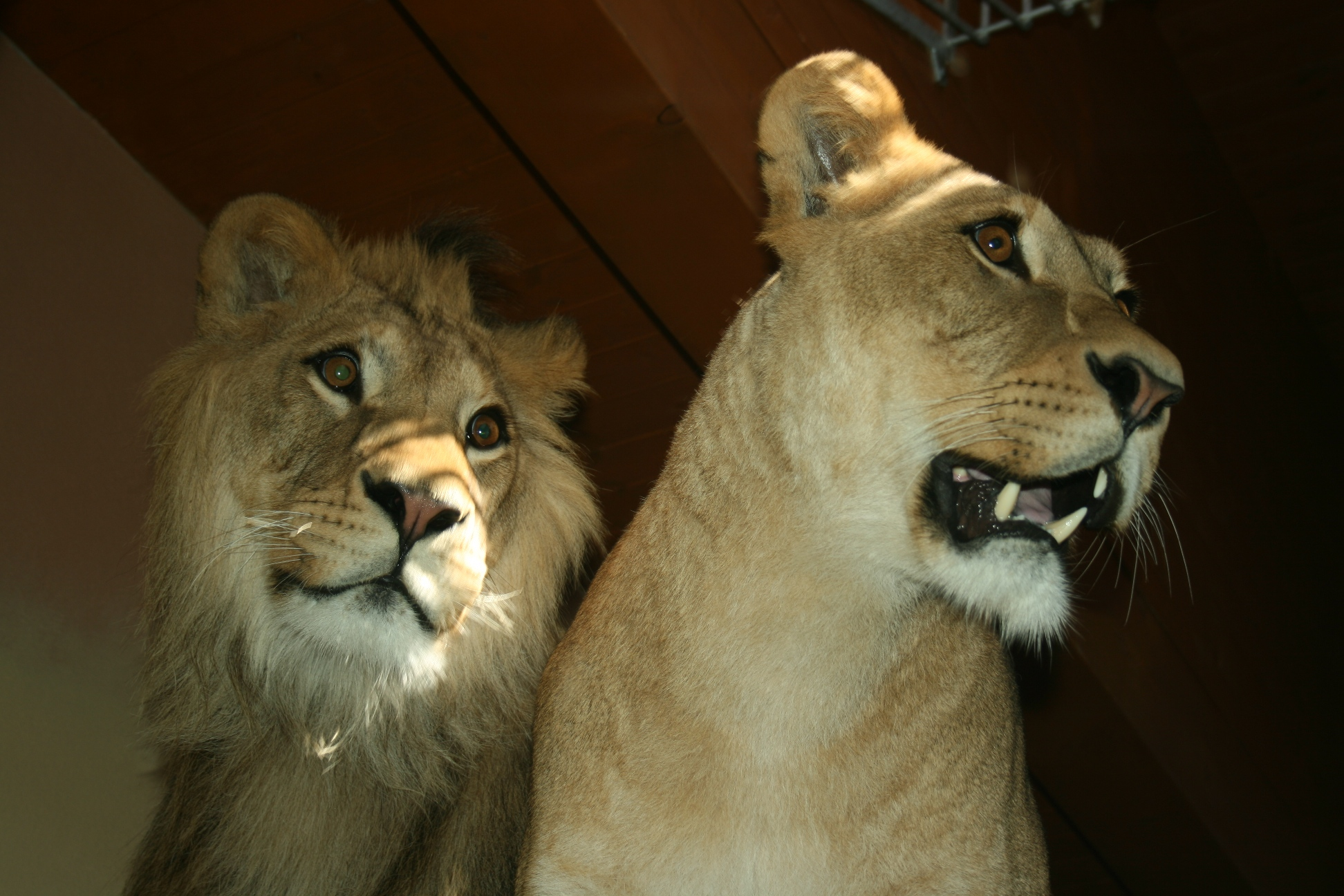
Especímenes disecados. Pareja joven de leones de Berbería en el Zoológico de Hodinin, República Checa.

El león del Atlas es considerado la subespecie de mayor tamaño conocida de león, tomando en cuenta que el de las cavernas y el americano, que vivieron durante el Pleistoceno en Eurasia y Norteamérica, son ahora especies distintas de P. leo. Sus dimensiones son debatidas, ya que se sabe muy poco del león del Atlas. Aunque, según los museos; en donde se encuentran leones del Atlas disecados "tiene una longitud de aproximadamente 3-3,3 m". 

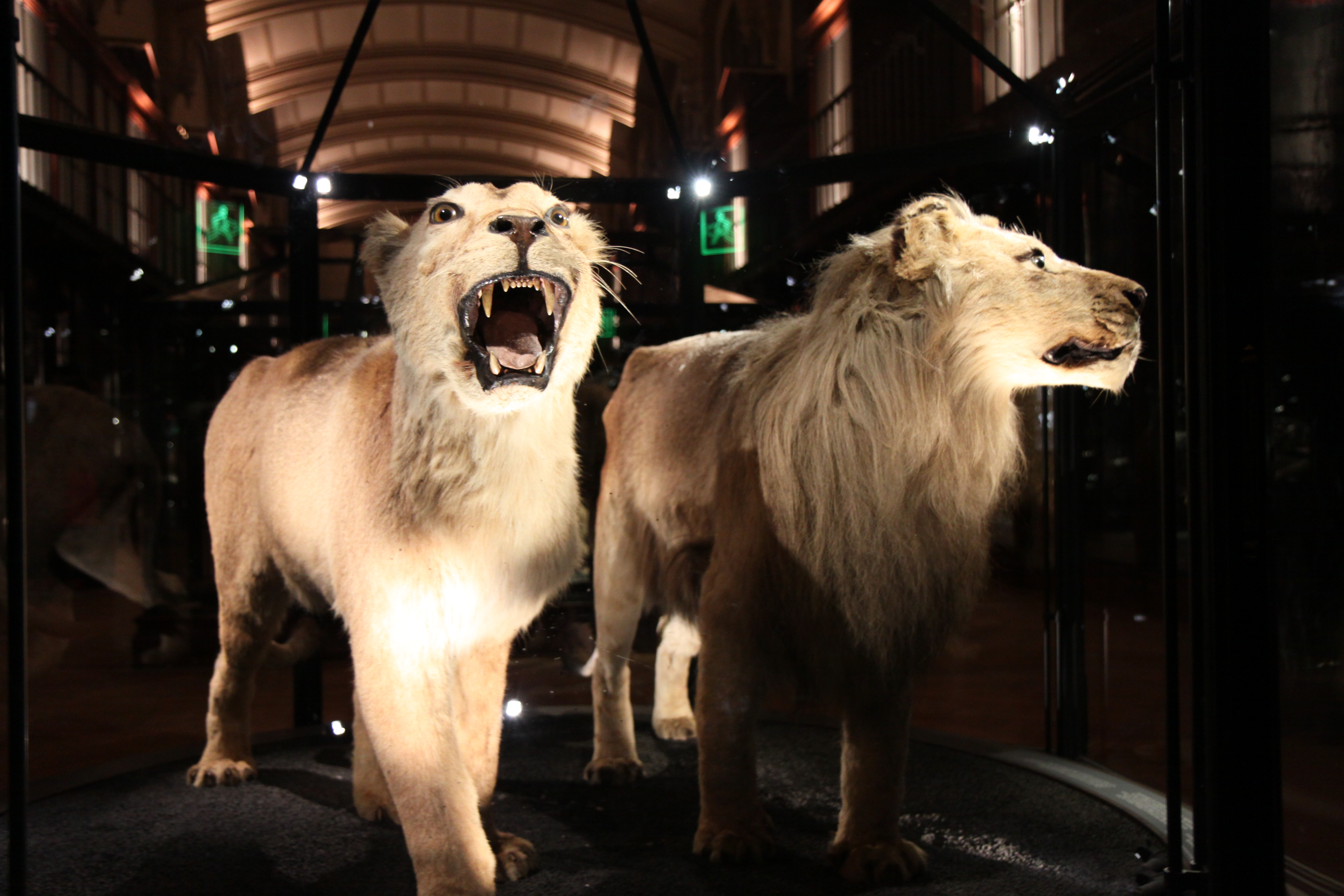
Especímenes disecados. Dos machos jóvenes en el Museo Nacional de Historia Natural en París.

  Un cazador del siglo XIX, describió un gran macho que media 3,25 m, incluyendo 75 cm de cola. Los cazadores comúnmente describían el peso de los leones entre 290 a 320 kilogramos (639-705 libras). Estas características son poco consistentes y muy variables, la mayoría de estas formas son discutibles y probablemente no sean válidas. Sin embargo, es un hecho que el león del Atlas es la subespecie más grande entre los leones modernos. Los biólogos atribuyen su mayor tamaño al hecho de que, en el hábitat que se encontraba, escaseaba el alimento, por lo que eran menos sociables que sus parientes del sur de África, de manera que al ser más solitarios, compensaron el trabajo en equipo, con mayor tamaño. Otra teoría es que el león al vivir en climas fríos desarrolló más masa corporal, además de una melena larga y espesa que lo protegiera de las bajas temperaturas. Probablemente su tamaño y características variaban dependiendo del área de distribución. Es más probable que un león del atlas adentrado en la estepa desértica tuviera una menor cantidad de grasa corporal, y una melena más corta y clara sobre su cabeza y abdomen. El león distribuido en las montañas atlas seguramente era el león más grande y melenudo. Pero lo más destacable de este león es su masa y anatomía muscular, la cual es superior a cualquier otra subespecie de león y muy similar a la del tigre de bengala y el jaguar, esto surgiendo de adaptarse a cazar en terrenos más difíciles, cerrados y con menos presas como lo son los bosques. Estas características son: morro más corto, mejillas con músculos mandibulares mayores, patas traseras más largas y musculosas, brazos más cortos y también musculosos, cola más robusta, además de globos oculares más grandes, seguramente adaptados para una mejor visión nocturna a la hora de cazar en el crepúsculo.
Los machos se caracterizan por su larga y espesa melena negra, que se prolonga por el pecho y los costados de forma similar a su más próximo pariente, el león asiático. El oscuro color de esta contrasta fuertemente con el pelaje de color arena claro, muy corto, que recubre el resto de su cuerpo. La melena de alrededor de la cara no es oscura, sino rojiza. Además de la distribución de la melena, los leones del Atlas y los asiáticos son los únicos que presentan ciertas estructuras características del cráneo, otra evidencia en favor de su estrecho parentesco.
Al contrario que otros leones, el del Atlas es (o era) un depredador de bosque, habituado a cazar en los espesos bosques de cedros y pinares de las montañas del Atlas. El título de "rey de la selva" (del latín silva, que nombraba originalmente a cualquier bosque cerrado) que popularmente se da al león procede seguramente de este hecho. No obstante, el león del Atlas también se adentraba en zonas más llanas y peladas, llegando por el oeste hasta el moderno Sahara Occidental y por el este estando igualmente presente en los llanos Libia y Egipto. Muchos de los lugares donde un día habitaron los leones del Atlas son hoy desérticos, aunque hace miles de años estaban recubiertos en su mayor parte por estepas y sabanas.
El león del Atlas es distinto al resto de leones en su comportamiento, ya que distinto hábitat y su mayor tamaño le hacían un eficaz cazador en solitario o en pequeños grupos, por lo que cuando vivía en libertad era menos sociable que otras subespecies de leones. Entre sus presas típicas estaban el ciervo común, la gacela de Cuvier,el uro, el gamo persa, la cebra, el asno salvaje del Norte de África, el arruí, el jabalí y diferentes antílopes, como el alcéfalo o búbalo común, en su subespecie norteafricana (Alcelaphus buselaphus buselaphus) y por último el elefante norteafricano (seguramente solo crías). Para hacerse con estos animales, los leones del Atlas competían con osos y leopardos, también extintos hoy en día en el África septentrional.
Hacia el final de sus días en libertad, la falta de presas impulsó a los leones del Atlas a depredar sobre animales domésticos, principalmente burros, cabras y dromedarios, lo que aumentó su persecución.

## Declive y extinción

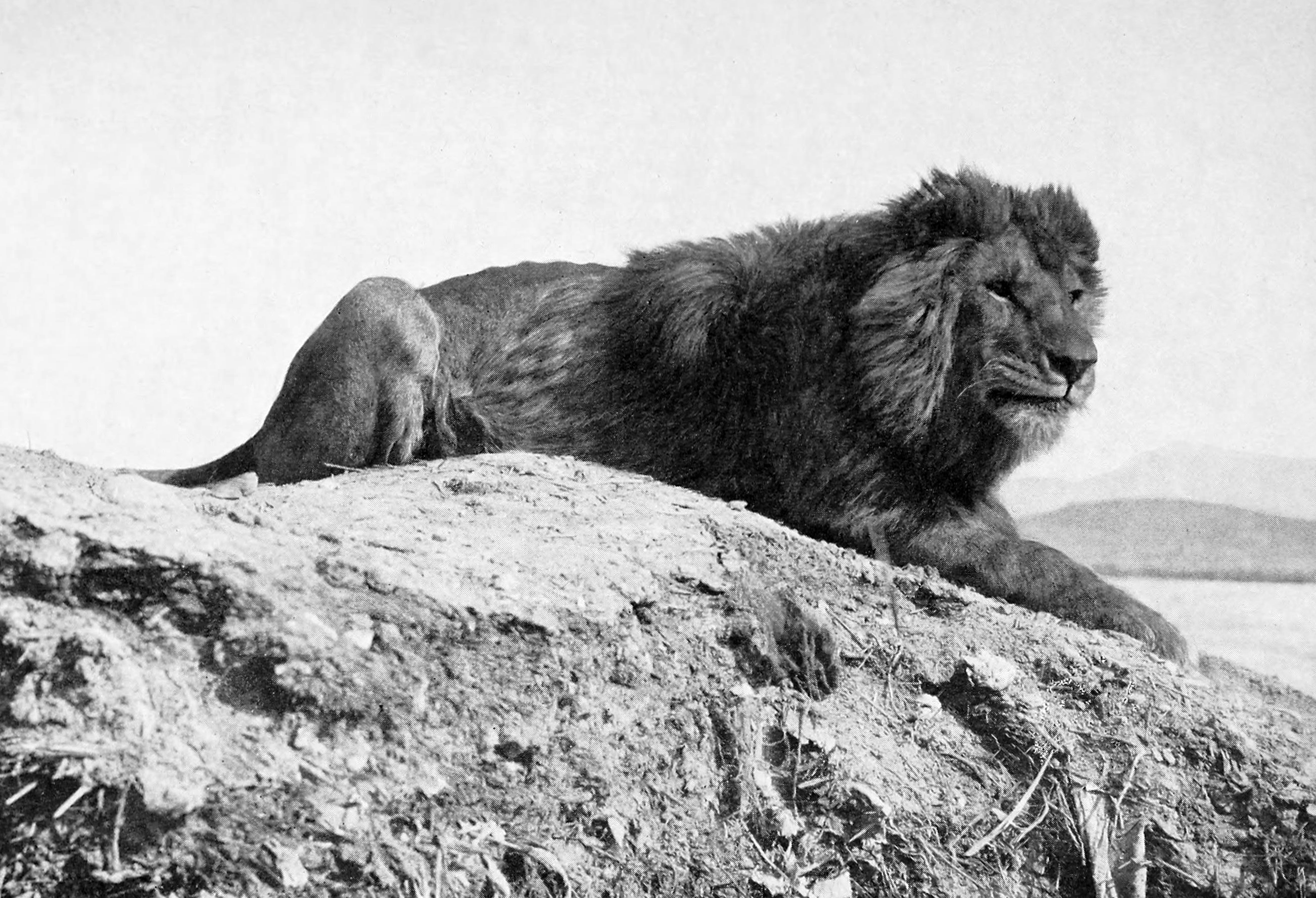
León de Berbería fotografiado en Argelia en 1893.

El área de distribución original del león del Atlas abarcaba el Magreb, toda el área ocupada actualmente por el Sahara, Egipto, noreste de Sudán, Eritrea y norte de Etiopía. A partir del cuarto o tercer milenio antes de Cristo, el Sahara, hasta entonces ocupado por una sabana similar a la del este de África, comenzó a desecarse y convertirse en el desierto que es actualmente. Con la desaparición de las plantas lo hicieron también los grandes herbívoros, y con ellos los leones del Atlas. Estos quedaron entonces divididos en tres zonas distintas, separadas entre sí por miles de kilómetros de desierto: la cordillera del Atlas y Tripolitania, el macizo del Tassili n'Ajjer (en pleno centro del Sahara) y el noreste de África, siguiendo el valle del Nilo hasta las montañas de Etiopía. La primera zona de la que el león del Atlas desapareció por causas humanas, y no exclusivamente climáticas, fue el delta del Nilo, antes ya del 3000 a. C. Esta extinción no se debió realmente a la caza del león —de hecho, era un animal sagrado bajo la figura de la diosa Sekhmet—, sino fundamentalmente al impacto sobre el medio que causaron los primitivos egipcios, deforestando bosques, roturando tierras y construyendo presas y ciudades. A medida que la civilización se extendía río arriba, los leones iban retrocediendo.
Otros pueblos del norte de África también reverenciaron al león del Atlas por su fortaleza y ferocidad, entre ellos los etíopes, cuyos reyes tenían el título de Leones de Etiopía —el último de los cuales, Haile Selassie, fue derrocado en 1974—. Pero ningún pueblo dio tanta importancia a este animal como los romanos, que los importaron durante siglos para que participasen en sangrientos combates circenses contra otras fieras, o devorasen gladiadores, prisioneros y condenados cristianos. La posesión de leones para los juegos circenses llegó a convertirse en un símbolo de poder, hasta el punto de que Julio César llegó a tener un cortejo de 400 leones del Atlas, y Pompeyo, uno de 600.[cita requerida] Las capturas de los romanos hicieron mella en las poblaciones del Atlas, pero no tuvieron consecuencias tan dramáticas para los leones como la introducción de las armas de fuego en el norte de África, unido a la mejora de las técnicas de pastoreo, la construcción de carreteras y la desaparición de los alcélafos o búfalos norteafricanos junto con otras presas naturales, que fueron incapacitando a la población de leones para vivir de los recursos del terreno, obligándole a nutrirse exclusivamente a expensas de los animales domésticos; a consecuencia de ello, los pastores y las autoridades rurales declararon al león una guerra a muerte. [cita requerida] El león se extinguió hacia 1700 en Libia, y a mediados del siglo XIX lo hizo el del este de África y el Tassili. En 1891 desaparecieron de Túnez y en 1893 de Argelia. Reducido ya a escasas áreas de Marruecos, se comenzó a recluir algunos ejemplares en jardines zoológicos para evitar una extinción que ya se presentía inminente. En 1922, la casa real marroquí recluyó una manada en el Zoológico Real de Temara, cuyos descendientes fueron cedidos en 1975 al Zoológico de Rabat. El último león del Atlas que vivía en libertad fue probablemente un macho tiroteado 53 años antes (en 1922), aunque ha habido avistamientos sin confirmar hasta la década de 1940.[cita requerida]

## Proyecto de reintroducción

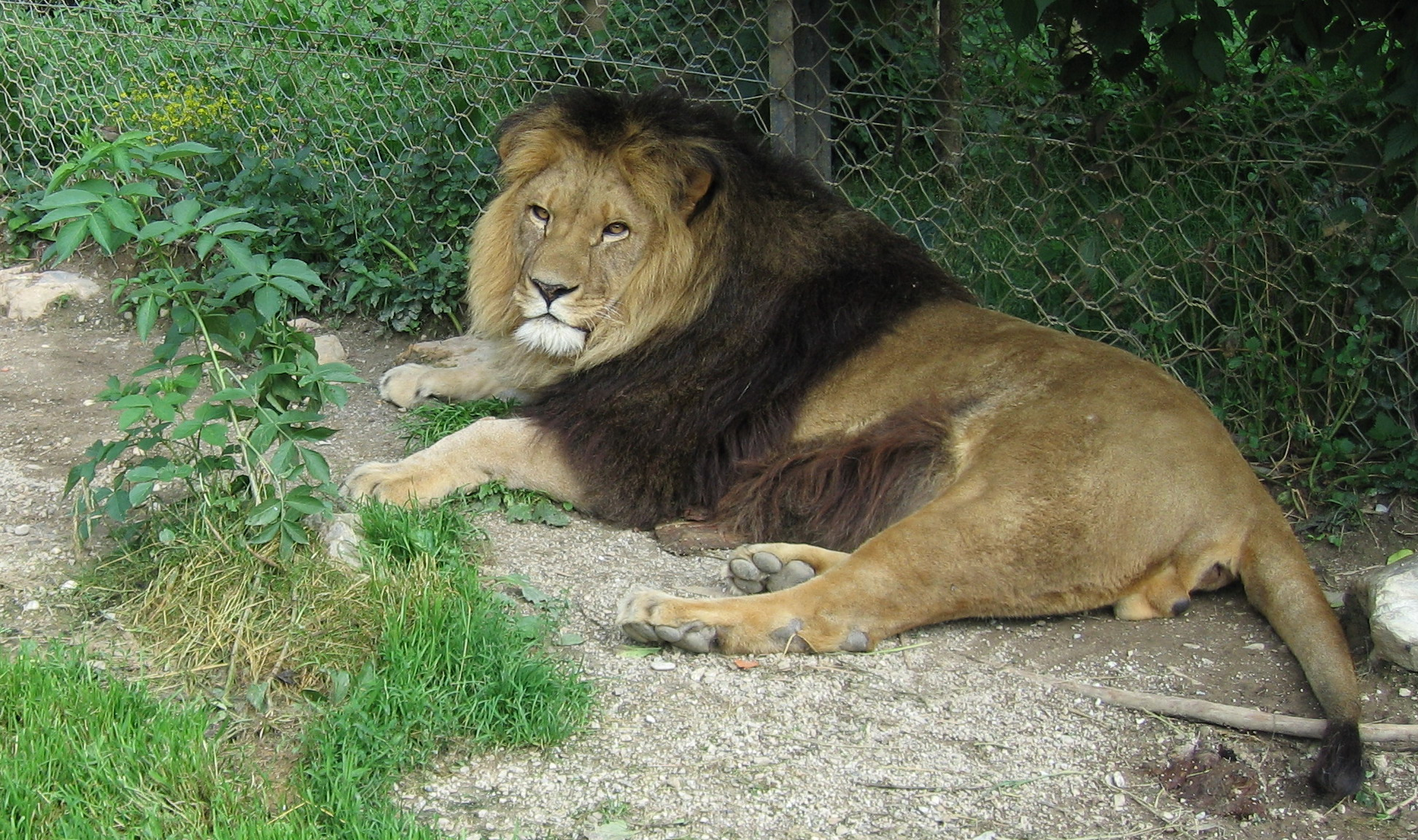
León de Berbería en cautividad.

Además del de Rabat, muchos otros zoológicos de diversas ciudades —Tampa y Adís Abeba entre ellas—, así como el parque nacional Kruger de Sudáfrica y varios circos a lo largo y ancho del mundo afirman tener leones del Atlas «más o menos puros» entre sus animales. La primera propuesta de reintroducción de los leones en un nuevo parque nacional ubicado en el Atlas marroquí apareció ya en 1978, pero finalmente no se llevó a cabo.
Recientemente, la empresa WildLink International, en colaboración con la Universidad de Oxford, ha puesto en marcha un ambicioso plan para recuperar el león del Atlas "auténtico" y volver a introducirlo en alguna zona protegida de su hábitat natural. Dicho plan consiste en el estudio concienzudo del ADN de diversos ejemplares disecados en museos europeos, con el fin de establecer un patrón genético propio del león del Atlas y poder así determinar el grado de mestizaje que afecta a los individuos en cautividad. Una vez conseguido esto, los individuos más afines a la subespecie original serían sometidos a una cría selectiva, con el fin de obtener leones «puros» que serían los que volviesen al norte de África.
Aunque se ignora por qué, WildLink International se ha retirado a última hora del proyecto, cuando ya se habían conseguido muestras en los museos de París, Bruselas y Turín. La universidad tiene capacidad suficiente para realizar los pasos siguientes, pero como la empresa era la que financiaba la mayor parte del proyecto, ha quedado estancado por el momento. Sin embargo, el doctor Noboyuki Yamaguchi y otros científicos de Oxford han decidido seguir con el plan por cuenta propia y están buscando la financiación necesaria. Otro proyecto similar, aunque más retrasado en su desarrollo, está siendo llevado a cabo por científicos de la Universidad de Míchigan dirigidos por Dan York.
Dado que el león de Berbería se ha extinguido en el desierto, se ha dado importancia a encontrar posibles leones de Berbería o descendientes del león de Berbería en cautiverio. Hasta ahora, las pruebas indican que los leones del zoológico no son leones puros de Berbería, sino descendientes del león original de Berbería. Esto se debe en parte a que los miembros de la familia real marroquí habían guardado leones que fueron capturados de las montañas del Atlas.